# Castelo de Kalmar
O Castelo de Kalmar – em sueco Kalmar slott – fica situado na cidade sueca de Kalmar, junto ao estreito de Kalmar, no sudeste da Suécia.

Uma parte das muralhas da fortaleza foi construída no séc. XII, mas a maior parte da fortificação data do séc. XIX.

O tratado da União de Kalmar - unificando os reinos da Suécia, Dinamarca e Noruega - foi assinado neste castelo em 1397. Em 1520, o rei Gustavo Vasa conquistou a fortaleza e restaurou-a dando-lhe um caráter renascentista.